# نولان روکس
نولان روکس (انگلیسی: Nolan Roux؛ زادهٔ ۱ مارس ۱۹۸۸) بازیکن فوتبال اهل فرانسه است که در پست مهاجم بازی می‌کند.
از باشگاه‌هایی که در آن بازی کرده‌است می‌توان به باشگاه فوتبال استاد برستوا ۲۹، باشگاه فوتبال متس، باشگاه فوتبال لیل، باشگاه فوتبال لانس، و باشگاه فوتبال سن-اتین اشاره کرد.
وی همچنین در تیم ملی فوتبال زیر ۲۱ سال فرانسه بازی کرده‌است.